# Cmentarz Mitrofanijewski
Cmentarz Mitrofanijewski (ros. Митрофаниевское кладбище, Mitrofanijewskoje kładbiszcze) – stara nekropolia w Petersburgu.